# 葺合區
葺合區是過去曾存在於日本神戶市的行政區，已於1980年與生田區合併為中央區，過去的轄區範圍相當於現在中央區花道路以東區域，但不包含港灣人工島。

## 歷史
在1896年神戶市最初即設有「葺合區」之劃分，但直到1931年才正式成為行政區，其範圍相當於神戶市成立前的菟原郡葺合村的轄區。
1980年葺合區與生田區被合併為為中央區，但過去的行政區劃名稱仍出現在現在的葺合警察署，該警察署的轄區即為過去葺合區的範圍。